# بادی راجرز (هنرپیشه)
چارلز ادوارد «بادی» راجرز (انگلیسی: Charles Edward “Buddy” Rogers؛ ۱۳ اوت ۱۹۰۴ – ۲۱ آوریل ۱۹۹۹) بازیگر و افسر اهل ایالات متحده آمریکا بود. از فیلم‌هایی که وی در آن نقش داشته است، می‌توان به بال‌ها و از این طرف لطفاً اشاره کرد.